# Nu Skin Enterprises
Nu Skin Enterprises je americká společnost přímého prodeje, založená v roce 1984, ve městě Provo, ve státě Utah. Společnost patří mezi předních deset společností přímého prodeje, dle obratu v roce 2018.

## Historie
Společnost vznikla v USA, v roce 1984. První zahraniční zemí v rámci expanze byla Kanada, kde společnost začala působit v roce 1990. O rok později bylo otevřeno zastoupení v Hongkongu. Nu Skin prodává své produkty ve více než 50 zemích, prostřednictvím sítě cca 1,2 milionu nezávislých distributorů. Mezi přední distributory patřil např. Mark Yarnell.
Od roku 1996 je společnost obchodovatelná na newyorské burze (NYSE: NUS). 

## Značky a produktové portfolio
Pod značkami Nu Skin a Pharmanex společnost vyvíjí a prodává více než 200 produktů osobní péče o kterých firma tvrdí, že pomáhá cítit se a vypadat mladší.

### Nu Skin
Pod základní značkou Nu Skin jsou vyvíjeny a prodávány výrobky pro osobní péči v těchto řadách: kosmetika, péče o ústní dutinu, péče o obličej, péče o tělo.

### Pharmanex
V roce 1996 Nu Skin převzal Pharmanex, společnost s potravinovými doplňky.  Společnost vlastní patent na zařízení vyvinuté Pharmanexem, s názvem "BioPhotonic Scanner", které má být vytvořeno tak, aby měřilo úroveň karotenoidů v pokožce. Jak budou zákazníci hlídat karotenoidy v kůži, budou motivováni důsledně konzumovat LifePak delší dobu".

### Big Planet
V druhé polovině devadesátých let Nu Skin investovala do Big Planet, další společnosti na bázi síťového marketingu, která prodávala internetové služby. List New York Times o tom napsal, že se zdá, že Big Planet přijímá lidi mající malé povědomí o technologiích, které mají prodávat. Zástupce Nu Skin k tomu uvedl: „Věřím, že lidi, kteří se předtím počítače ani nedotkli, mohou v tomto odvětví velmi zbohatnout."

## Výsledky hospodaření

### 2019
- Společnost Nu Skin Enterprises, Inc. (NYSE: NUS) za druhé čtvrtletí roku 2019 vykázala pokles obratu o 11%, tedy 623 500 000 USD.[12] Tento pokles se odrazil ve 4% poklesu výnosů.[13]

### 2020
- 12. únor: Společnost Nu Skin Enterprises oznámila výsledky za čtvrté čtvrtletí roku 2019 a představila vývoj pro rok 2020.[14]
- 17. únor: Regulace přímého prodeje v Číně a šíření koronaviru způsobila ztráty mlm firem, např. Nu Skin Enterprises ohlásila meziroční propad o 10%, výhled na rok 2020 vedení označuje jako „černý".[15]

## Charitativní činnost

### Nadace Force for Good Foundation
Část výtěžku z některých produktových řad věnuje Nu Skin interně své nadaci Force for Good Foundation.

### Politické aktivity v USA
V roce 2011 dva obchodní subjekty ze státu Utah, propojené s nejvyššími zástupci společnosti Nu Skin, věnovali každý 1.000.000$ na program Restore Our Future, "Super PAC" byl založen bývalými asistenty prezidentského kandidáta Mitta Romneyho pro jeho prezidentskou kampaň.
Počínaje rokem 1989 pracoval Jason Chaffetz jako tiskový mluvčí společnosti již asi deset let. Jason Chaffetz byl zvolen do sněmovny reprezentantů za třetí okrsek státu v roce 2008.

## Globální aktivity, události, informace

### 2019
- 9. října společnost ohlásila, že prostřednictvím publikovaného vědeckého výzkumu o genové expresi, zajistí používání bezpečných a účinných složek v kosmetických produktech.[20]
- 10. října bylo ohlášeno, že v rámci své iniciativy Nourish the Children (NTC), byla překročena hranice více než 650 milionů jídel, zakoupených a darovaných od roku 2002.[21] Podvyživené děti, ve více než 50 zemích po celém světě, dostávají jídlo připravené z VitaMeal,[22] produktu s vysokým obsahem živin.
- 15. října společnost oznámila, že v nových produktech využije více bioinnovací pro odvětví krásy a wellness. Rovněž vyhlásila několik závazků v oblasti udržitelnosti svého podnikání v souvislosti s klimatickou změnou.[23]
- V listopadu společnost ohlásila propad tržeb za 3. čtvrtletí o 13%, na 589 miliónů USAD.[24]

## Vyšetřování, kontroverze

### Vyšetřování komisí FTC
V roce 1990 začal Nu Skin vyšetřovat americký úřad Federal Trade Commission (FTC), kvůli stížnostem na její víceúrovňové marketingové praktiky. V roce 1992 Nu Skin dosáhl urovnání s 5 státy, které Nu Skin obvinily z klamavé reklamy a falešného zveličování příjmů jejích distributorů. V roce 1994, v návaznosti na šetření ze strany Federal Trade Commission (FTC), společnost vyplatila 1.000.000$ na mimosoudní vyrovnání a podepsala, že již nebude dělat klamné nebo nepodložená tvrzení o svých produktech. V roce 1997 společnost vyplatila FTC dalších 1.500.000$ na urovnání dalších obvinění z klamavé reklamy. V lednu 2014, čínská vláda oznámila, že vyšetřuje Nu Skin v návaznosti na články v novinách People's Daily, které oznamovaly „podezření na ilegální pyramidovou hru". Generální ředitel Nu Skin M. Truman Hunt popřel tvrzení. Na základě výsledku vyšetřování bylo v březnu 2014 oznámeno, že čínská vláda udělí Nu Skin pokutu přibližně 540.000$ za nelegálního prodej a za falešná tvrzení o produktech.

### Pharmanex LifePak Anti-Aging
Doplněk stravy s vitamíny, minerály a fytoživinami Pharmanex LifePak(R) jako první výživový doplněk na světě v roce 2005 obdržel všechny tři nezávislé certifikace NSF International, ConsumerLab.com(R) and the Banned Substances Control Group (BSCG(TM)) viz tisková zpráva Archivováno 17. 6. 2020 na Wayback Machine.

### Prodej vitaminového nápoje v Česku
V roce 2013 dealeři české pobočky Nu Skin prodávali manipulativními technikami, hlavně v mateřských školách, "vitamínový nápoj" od firmy Nuskin o němž prohlašovali, že je léčivý. 
Následně firma výrobek stáhla z trhu s tím, že toto rozhodnutí bylo plánováno mnoho let dopředu. Potrestána firma nijak nebyla.
Následně Nuskin začal prodávat jinou verzi vitamínového nápoje ve stejné cenové hladině (nad 2000,- Kč). Dle veřejně dostupného složení na stránkách firmy Nuskin obsahuje tento produkt mimo jiné Benzoát sodný a lze se dopočítat i k tomu, že obsahuje mezi 49-64.4% vody.